# Cass McCombs
Cass McCombs est un chanteur, compositeur et musicien américain né en Californie en 1977.

## Biographie
Après une vie d'errance à travers les États-Unis, Cass McCombs s'installe en 2001 à San Francisco où il enregistre son premier EP, Not the Way E.P., qui paraît en 2002 sur Monitor Records (basé à Baltimore). Le succès d'estime du disque lui permet d'embrayer l'année suivante sur un album complet, A (2003), qui s'exporte jusqu'en Europe où il est bien accueilli, permettant au groupe de tourner dans plusieurs pays en 2003 et 2004. En 2007, il passe chez Domino Records pour son troisième album Dropping the Writ, nommé parmi les meilleurs albums de l'année sur Amazon. En 2009, son album Catacombs est nommé parmi les 50 meilleurs albums de l'année par Pitchfork.

## Discographie

### Albums studio
- 2003 - A
- 2005 - PREfection
- 2007 - Dropping the Writ
- 2009 - Catacombs
- 2011 - Wit's End
- 2011 - Humor Risk
- 2013 - Big Wheel and Others
- 2015 - A Folk Set Apart
- 2016 - Mangy Love
- 2019 - Tip of the Sphere
- 2022 - Heartmind

### Compilations / Live
- 2015 - A Folk Set Apart (Titres composés entre 2003 et 2014 : raretés, faces B, etc.)
- 2024 - Seed Cake on Leap Year: Unreleased Songs 1999-2000

### EPs
- Not the Way E.P. (2002)